# 紫色麥角菌
紫色麥角菌（學名：Claviceps purpurea，又稱黑麥角菌）是一種寄生於黑麥及相關穀物和飼料植物的麥角真菌。紫色麥角菌最常感染開花期的穀物，如黑麥、小麥和大麥，燕麥較少受到感染。紫色麥角菌在這些穀物上形成的黑色或紫色菌核，稱為「麥角」。當人類或其他哺乳動物攝入受麥角菌核污染的穀物或種子時，可能會引發麥角中毒。

## 生長週期

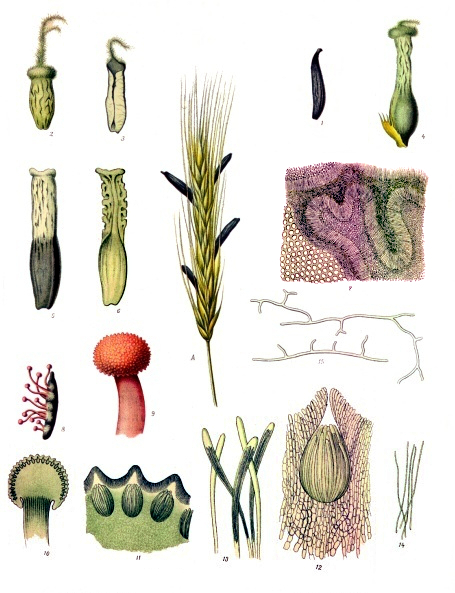
紫色麥角菌生長週期的各個階段

紫色麥角菌的生活週期包括多個階段。當真菌的子囊孢子感染開花期的穀物時，會形成麥角菌核。這一過程模仿了花粉粒在受精過程中進入子房的方式。感染初期表現為白色軟組織，稱為Sphacelia segetum，產生含有大量無性孢子的蜜露。隨後，Sphacelia segetum會轉變為堅硬乾燥的麥角菌核，內含生物鹼和脂類。當成熟的麥角菌核掉落到地面後，真菌會進入休眠期，直到適合的條件觸發其生殖階段，形成似蘑菇的小型子實體。

## 種內變異

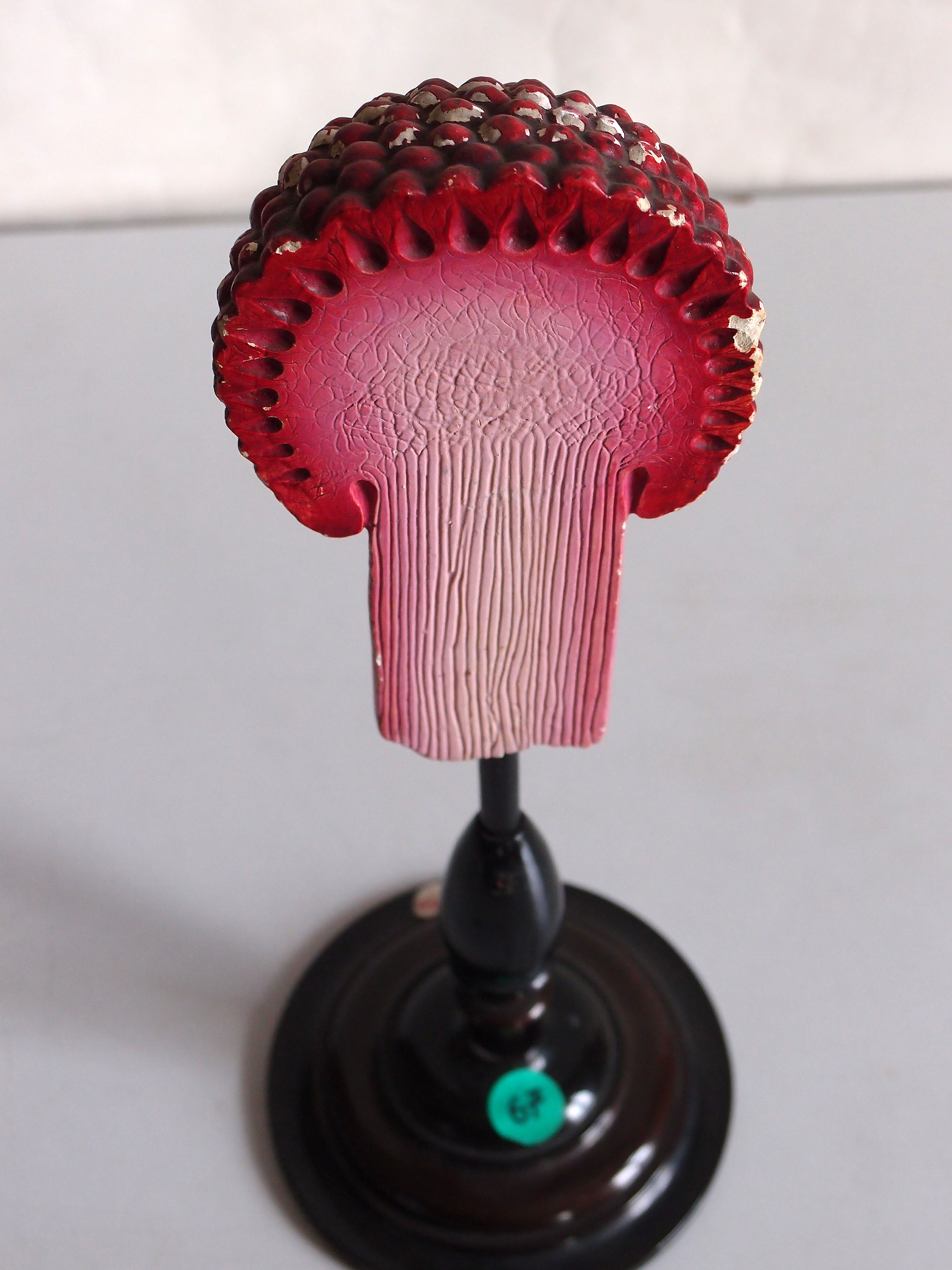
紫色麥角菌模型

紫色麥角菌的種內變異主要表現在其生態特異性上。根據不同的生態環境，可以將其分為三個群體：
- G1群體：開放草地和田野的陸地草
- G2群體：潮濕、森林和山地棲息地的草
- G3群體（紫色麥角菌變種spartinae）：鹽沼草

這些群體在菌核的形狀、大小和生物鹼成分上有所區別。

## 寄主範圍
紫色麥角菌的寄主範圍包括多種草本植物，如狗尾草、黑麥草、燕麥草和高粱等。 具體寄主植物隨其生態群體而異，例如G2群體主要感染潮濕和森林環境中的草本植物。

## 流行病學
紫色麥角菌的出現與極端寒冷的冬季和隨後的多雨春季有關。其菌核在經歷低溫後會在春季發芽。適宜的生長溫度範圍為20-30°C，最適溫度為25°C。

## 影響

### 麥角

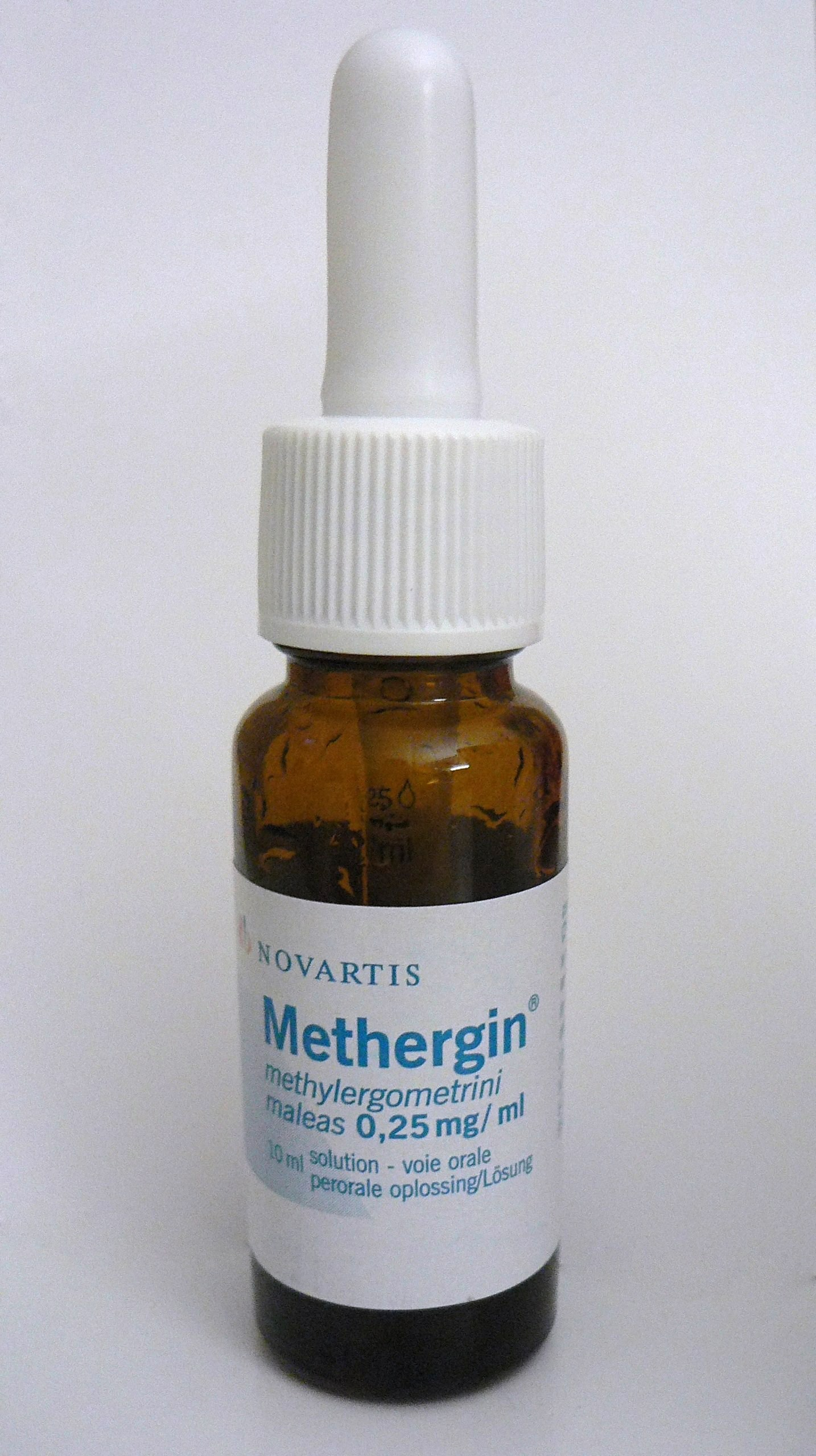
麥角被用於醫學上以控制產後出血

麥角是指由紫色麥角菌等真菌在穀物上形成的黑色或紫色菌核。這些菌核含有多種生物鹼，包括麥角鹼和麥角胺，這些成分對人類和動物都有毒性。歷史上，麥角被用於醫學上以控制產後出血和誘發流產。

### 麥角中毒

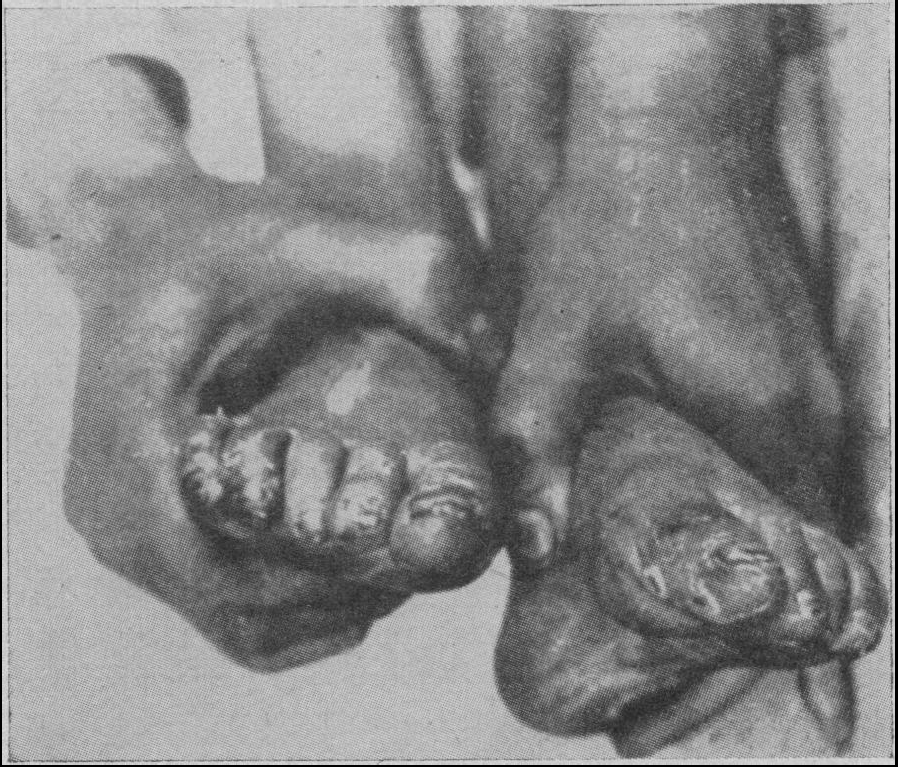
因麥角中毒而導致的雙腳壞疽

麥角中毒，也稱為「聖安東尼火症」（St. Anthony's Fire），是一種因攝入含有麥角生物鹼的植物材料（如被麥角污染的穀物）而引起的嚴重病理綜合症。症狀包括：
- 血管收縮，導致手腳劇烈疼痛，甚至壞疽和肢體損失
- 幻覺和精神錯亂
- 痙攣、噁心和昏迷
- 強烈的子宮收縮

中世紀時期，聖安東尼修道院的僧侶專門治療麥角中毒患者，使用含有舒緩和促進血液循環的植物提取物的藥膏進行治療。有文獻顯示，麥角生物鹼在1940年代曾被用於治療某些疾病，如加上咖啡因來醫治偏頭痛。紫色麥角菌在農業和醫學上都有重要影響，其研究有助於理解和控制由此引發的植物病害及健康風險。

## 另見
- 麥角
- 黑粉菌